# Eastwood, Essex
Eastwood este un oraș în comitatul Essex, regiunea East, Anglia. Orașul se află în districtul unitar Southend-on-Sea.